# Arc de Triomf d'Aurenja
L'arc de triomf d'Aurenja és un arc de triomf situat a la ciutat d'Aurenja, França. Es troba a 600 metres al nord del centre de la ciutat. No és clar quan fou construït, però les últimes investigacions apunten que fou durant el regnat d'August (27 aC - 14 dC). Fou construït a l'antiga via Agrippa en honor dels veterans de la Guerra de les Gàl·lies i de la Legió II Augusta. Fou reconstruït més tard per l'emperador Tiberi per celebrar les victòria de Germànic Cèsar sobre les tribus germàniques de Renània. L'arc conté una inscripció de l'any 27 dC dedicada a l'emperador Tiberi. A la façana nord, l'arquitrau i la cornisa foren tallats i substituïts per una inscripció de bronze actualment desapareguda. L'arc està decorat per diversos relleus de temes militars, incloent batalles navals, botins de guerra i romans lluitant amb germànics i gals. A la cara nord es pot veure un relleu d'un soldar de la Legió II Augusta amb un escut.